# Кампинья-дель-Писуэрга

Районы Вальядолида:
синий: Кампо-де-Пеньяфьель
белый: Тьерра-де-Медина
жёлтый: Монтес-Торосос
голубой:Кампинья-дель-Писуэрга :
красный: Парамос-дель-Эсгева
оранжевый:Тьерра-дель-Вино
зелёный: Тьерра-де-Пинарес
фиолетовый:Тьерра-де-Кампос

Кампинья-дель-Писуэрга (исп. Campiña del Pisuerga)  — историческая область и  район (комарка) в Испании, находится в провинции Вальядолид.

## Муниципалитеты
1. Арройо-де-ла-Энкомьенда
2. Валория-ла-Буэна
3. Кабесон-де-Писуэрга
4. Сан-Мартин-де-Вальвени
5. Сан-Мигель-дель-Пино
6. Сантовения-де-Писуэрга
7. Саратан
8. Симанкас
9. Тригерос-дель-Валье